# Первомайское (Цивильский район)
Первома́йское (чув. Первомайски) — деревня в Цивильском районе Чувашской Республики в составе Второвурманкасинского сельского поселения.

## География
Расстояние до Чебоксар 35 км, до районного центра — города Цивильск — 8 км, до железнодорожной станции 15 км. Деревня расположена в правобережье реки Тожанарка.
Часовой пояс
Деревня Первомайское, как и вся Чувашская Республика, находится в часовой зоне МСК (московское время). Смещение применяемого времени относительно UTC составляет +3:00.

## История
Жители до 1866 года — государственные крестьяне; занимались земледелием, животноводством, рогожно-кулеткацким производством, изготовлением валяной обуви (1925). В 1898 году открыта школа грамоты.
По сведениям справочника Казанской епархии 1904 года жители деревни были прихожанами Цивильского Троицкого собора (каменный, четырёхпрестольный, построен в 1734 году).
В начале XX века функционировали водяная мельница, бакалейная лавка. В 1931 году жители деревни совместно с жителями деревни Табанары образовали колхоз «Ильич».
Административно-территориальная принадлежность
В XIX веке в составе Цивильской волости Цивильского уезда, с 1927 года — в Цивильском районе. С 1 октября 1927 года деревня — административный центр Кутакинского сельского совета, с 27 августа 1940 года — Первомайского сельского совета:179, 217.
Название
Исторические названия: околоток Кутаки, Катак. До 27 августа 1940 года — деревня Кутаки (чув. Кӑтак):179. Во времена СССР переименована в «Первомайское».

## Население
| 2010 | 2012 |
| ---- | ---- |
| 163  | ↗191 |

По данным всеобщей переписи населения 1897 года в деревне Кутаки проживали 399 человек, чуваши.
По данным Всероссийской переписи населения 2002 года в деревне проживало 172 человека, чуваши.

## Инфраструктура
Имеются клуб, магазин.
Обелиск односельчанам, павшим в боях за Родину в Великой Отечественной войне Советского Союза 1941—1945 гг. (ул. Рыбацкая).